# Jacques-Alexandre-Antoine-François de Courteville d'Hodicq
Jacques Alexandre François de Courteville d'Hodicq est un homme politique français né le 4 avril 1726 à Hodicq, hameau de Parenty (Pas-de-Calais) et décédé le 4 octobre 1802 à Arras.

## Biographie
Fils d'Antoine et de Catherine-Françoise d'Halluin, il nait à Parenty, hameau d'Hodicq en 1726.
Il épouse à Lille le 28 septembre 1765 Marie-Charlotte du Chambge d'Elbhecq, née le 4 octobre 1734, fille de Pierre-François du Chambge, seigneur d'Elbhecq, et de Marie-Pélagie Fruict, sœur du général Pierre-Joseph Du Chambge d'Elbhecq. En 1765, Marie-Charlotte est veuve de Louis-Olivier-Claude Farez d'Ogimont, chevalier, seigneur d'Ogimont, Ramez, trésorier de France puis chevalier d'honneur au bureau des finances de la généralité de Lille, mort le 12 mai 1764.
Elle meurt à Montreuil-sur-Mer le 28 ventôse an V (18 mars 1797), à l'âge de 63 ans.
Un fils va naître de cette union, Charles-Alexandre-François de Courteville d'Hodicq, chevalier de Saint-Louis, mort le 9 janvier 1847, dont postérité.
Jacques Alexandre François de Courteville d'Hodicq  meurt à Arras le 4 octobre 1802, à l'âge de 76 ans.

## Carrière
Chevalier, comte d'Hodicq, page du roi Louis XV, capitaine au régiment de Vienne en 1753, il est colonel commandant le corps des grenadiers de France en 1765, puis maréchal de camp en 1780.
Il participe à la rédaction, à la teneur très libérale, du cahier de doléances de la noblesse du bailliage de Montreuil, et est élu représentant de la noblesse pour le dit bailliage aux États généraux de 1789. Il siège au centre droit, avec les modérés. Il cesse de participer aux travaux parlementaires à partir de décembre 1790.

## Sources
- « Jacques-Alexandre-Antoine-François de Courteville d'Hodicq », dans Adolphe Robert et Gaston Cougny, Dictionnaire des parlementaires français, Edgar Bourloton, 1889-1891 [détail de l’édition].